# Noctua attenuata
Noctua attenuata är en fjärilsart som beskrevs av W. Warren 1909. Noctua attenuata ingår i släktet Noctua och familjen nattflyn. Inga underarter finns listade i Catalogue of Life.